# Korejský poloostrov
Korejský poloostrov je jedním z asijských poloostrovů. Nalézá se ve Východní Asii. Jeho rozloha činí 220 847 km² a v současnosti se na něm rozkládají dva státy – Korejská lidově demokratická republika a Korejská republika. Poloostrov omývá ze západu Žluté moře, z jihu Korejský průliv a z východu Japonské moře. Jeho východní část je hornatá, na západě se nachází pobřežní nížiny. Západní pobřeží je velmi členité se spoustou ostrovů. Z pohoří jmenujme Pujonryong Sanmaek, Rangnim Sanmaek, T'Aebaek Sanmaek a Sobaek Sanmaek Nejvyšší horou je Pektusan s výškou 2744 m n. m. Vodstvo zastupují řeky Jalu, Tedong, Hangang a Nakdong a jezera (Changjin Ho).